# رجیس فلیسبرتو ماساریم
رجیس فلیسبرتو ماساریم (به پرتغالی: Regis Felisberto Masarim) هافبک اهل برزیل است که در شهر برزیل و در تاریخ ۶ مارس ۱۹۷۳ به دنیا آمده‌است.
رجیس فلیسبرتو ماساریم در تیم‌های فوتبال باشگاه فوتبال کاشیما آنتلرز سابقهٔ حضور دارد.